# Empire Awards 2007
La ª edizione degli Empire Awards, organizzata dalla rivista cinematografica inglese Empire, si è svolta il 27 marzo 2007 e premiò i film usciti nel 2006.

## Vincitori e candidati
I vincitori sono indicati in grassetto.
 Miglior film 
- Casino Royale, regia di Martin Campbell
- The Departed - Il bene e il male (The Departed), regia di Martin Scorsese
- Il labirinto del fauno (El laberinto del fauno), regia di Guillermo del Toro
- Superman Returns, regia di Bryan Singer
- United 93, regia di Paul Greengrass

 Miglior attore 
- Daniel Craig - Casino Royale
- Sacha Baron Cohen - Borat - Studio culturale sull'America a beneficio della gloriosa nazione del Kazakistan (Borat: Cultural Learnings of America for Make Benefit Glorious Nation of Kazakhstan)
- Leonardo DiCaprio - The Departed - Il bene e il male (The Departed)
- Johnny Depp - Pirati dei Caraibi - La maledizione del forziere fantasma (Pirates of the Caribbean: Dead Man Chest)
- Christian Bale - The Prestige

 Miglior attrice 
- Penélope Cruz - Volver
- Kate Winslet - Little Children
- Keira Knightley - Pirati dei Caraibi - La maledizione del forziere fantasma (Pirates of the Caribbean: Dead Man Chest)
- Helen Mirren - The Queen - La regina (The Queen)
- Reese Witherspoon - Quando l'amore brucia l'anima (Walk the Line)

 Miglior regista 
- Christopher Nolan – The Prestige
- Martin Scorsese – The Departed - Il bene e il male (The Departed)
- George Clooney – Good Night, and Good Luck.
- Guillermo del Toro – Il labirinto del fauno (El laberinto del fauno)
- Bryan Singer – Superman Returns

 Miglior thriller 
- The Departed - Il bene e il male (The Departed), regia di Martin Scorsese
- Niente da nascondere (Caché), regia di Michael Haneke
- Inside Man, regia di Spike Lee
- Mission: Impossible III, regia di J. J. Abrams
- Munich, regia di Steven Spielberg

 Miglior scena 
- L'attacco al ponte - Mission: Impossible III
- La zuffa di Borat con Azamat - Borat - Studio culturale sull'America a beneficio della gloriosa nazione del Kazakistan (Borat: Cultural Learnings of America for Make Benefit Glorious Nation of Kazakhstan)
- La caccia al cibo - Brick - Dose mortale (Brick)
- L'inseguimento in parkour - Casino Royale
- L'attacco alla macchina - I figli degli uomini (Children of Men)
- Frank e Mr. French interrogano Costigan - The Departed - Il bene e il male (The Departed)
- La danza monotona di Olive - Little Miss Sunshine
- Il combattimento con spade sulla ruota idraulica - Pirati dei Caraibi - La maledizione del forziere fantasma (Pirates of the Caribbean: Dead Man Chest)
- La partenza dello Space Shuttle - Superman Returns
- La resa dei conti tra The Phoenix e il Professor X - X-Men - Conflitto finale (X-Men: The Last Stand)

 Miglior debutto femminile 
- Eva Green – Casino Royale
- Vera Farmiga - The Departed - Il bene e il male (The Departed)
- Ellen Page - Hard Candy
- Abigail Breslin - Little Miss Sunshine
- Rebecca Hall - The Prestige

Miglior horror
- Hostel, regia di Eli Roth
- The Host (Gwoemul), regia di Joon-ho Bong
- Le colline hanno gli occhi (The Hills Have Eyes), regia di Alexandre Aja
- Non aprite quella porta - L'inizio (The Texas Chainsaw Massacre: The Beginning), regia di Jonathan Liebesman

 Miglior film britannico 
- United 93, regia di Paul Greengrass
- A Cock and Bull Story, regia di Michael Winterbottom
- Confetti, regia di Debbie Isitt
- The Queen - La regina (The Queen), regia di Stephen Frears
- Il quiz dell'amore (Starter for 10), regia di Tom Vaughan

 Miglior debutto maschile 
- Brandon Routh - Superman Returns
- Rian Johnson - Brick - Dose mortale (Brick)
- Dominic Cooper - The History Boys ed Il quiz dell'amore (Starter for 10)
- Paul Dano - Little Miss Sunshine
- Alex Pettyfer - Stormbreaker

 Miglior sci-fi/fantasy 
- Il labirinto del fauno (El laberinto del fauno), regia di Guillermo del Toro
- I figli degli uomini (Children of Men), regia di Alfonso Cuarón
- Pirati dei Caraibi - La maledizione del forziere fantasma (Pirates of the Caribbean: Dead Man Chest), regia di Gore Verbinski
- Superman Returns, regia di Bryan Singer
- X-Men - Conflitto finale ( X-Men: The Last Stand), regia di Brett Ratner

 Miglior commedia 
- Little Miss Sunshine, regia di Jonathan Dayton e Valerie Faris
- Borat - Studio culturale sull'America a beneficio della gloriosa nazione del Kazakistan (Borat: Cultural Learnings of America for Make Benefit Glorious Nation of Kazakhstan), regia di Larry Charles
- Clerks II, regia di Kevin Smith
- A Cock and Bull Story, regia di Michael Winterbottom
- Super Nacho (Nacho Libre), regia di Jared Hess